# Eremogone acutisepala
Eremogone acutisepala là loài thực vật có hoa thuộc họ Cẩm chướng. Loài này được Frederic Newton Williams mô tả khoa học đầu tiên năm 1898 theo mô tả không được công bố của Heinrich Carl Haussknecht. Năm 1973 Sergei Sergeevich Ikonnikov chuyển nó sang chi Eremogone.

## Phân bố
Loài bản địa miền đông Thổ Nhĩ Kỳ.